# Los Angeles Rams 1966
La stagione 1964 dei Los Angeles Rams è stata la 28ª della franchigia nella National Football League e la 20ª a Los Angeles La squadra ebbe un record finale di 8–6, la sua prima stagione vincente dal 1958, finendo terza nella Western Conference, quattro gare dietro ai Green Bay Packers. I Rams erano guidati dal capo-allenatore al primo anno George Allen, che sarebbe stato introdotto nella Pro Football Hall of Fame nel 2002.

## Scelte nel Draft 1966

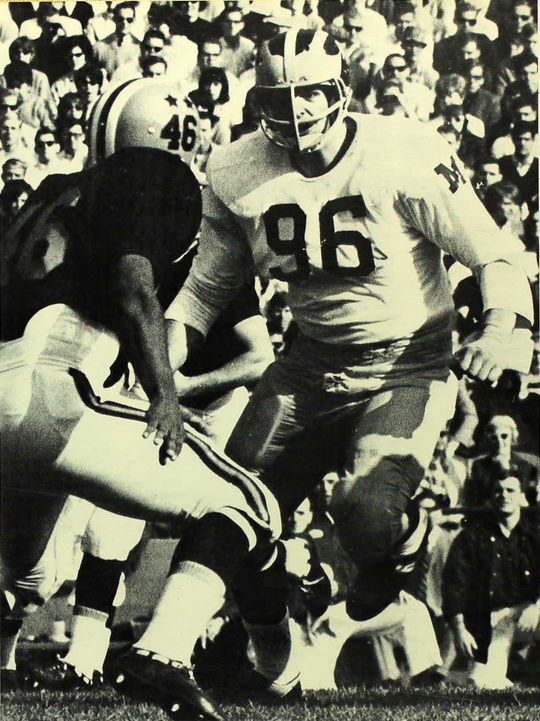
Tom Mack fu scelto dai Rams come secondo assoluto nel Draft 1966

## Calendario
| Stagione regolare |                        |                    |                    |
| Turno             | Avversario             | Risultato          | Record             |
| 1                 | at Atlanta Falcons     | V, 19–14           | 1–0                |
| 2                 | Chicago Bears          | V, 31–17           | 2–0                |
| 3                 | at Green Bay Packers   | S, 24–13           | 2–1                |
| 4                 | San Francisco 49ers    | V, 34–3            | 3–1                |
| 5                 | at Detroit Lions       | V, 14–7            | 4–1                |
| 6                 | at Minnesota Vikings   | S, 35–7            | 4–2                |
| 7                 | at Chicago Bears       | S, 17–10           | 4–3                |
| 8                 | Baltimore Colts        | S, 17–3            | 4–4                |
| 9                 | at San Francisco 49ers | S, 21–13           | 4–5                |
| 10                | New York Giants        | V, 55–14           | 5–5                |
| 11                | Minnesota Vikings      | V, 21–6            | 6–5                |
| 12                | at Baltimore Colts     | V, 23–7            | 7–5                |
| 13                | Detroit Lions          | V, 23–3            | 8–5                |
| 14                | Settimana di pausa     | Settimana di pausa | Settimana di pausa |
| 15                | Green Bay Packers      | S, 27–23           | 8–6                |

## Classifiche
| NFL Western Conference |    |   |   |      |       |     |     |     |
|                        | V  | S | P | %    | CONF  | PF  | PS  | STR |
| Green Bay Packers      | 12 | 2 | 0 | .857 | 10–2  | 335 | 163 | V5  |
| Baltimore Colts        | 9  | 5 | 0 | .643 | 7–5   | 314 | 226 | V1  |
| Los Angeles Rams       | 8  | 6 | 0 | .571 | 6–6   | 289 | 212 | S1  |
| San Francisco 49ers    | 6  | 6 | 2 | .500 | 5–5–2 | 320 | 325 | S1  |
| Chicago Bears          | 5  | 7 | 2 | .417 | 4–6–2 | 234 | 272 | V1  |
| Detroit Lions          | 4  | 9 | 1 | .308 | 3–8–1 | 206 | 317 | S3  |
| Minnesota Vikings      | 4  | 9 | 1 | .308 | 4–7–1 | 206 | 304 | S1  |

Nota: I pareggi non venivano conteggiati ai fini della classifica fino al 1972.